# Nordmarksportfeld
Das Nordmarksportfeld, im Volksmund auch als Norder bezeichnet,  ist ein multifunktionales städtisches Sport- und Veranstaltungsgelände im Stadtteil Ravensberg der schleswig-holsteinischen Landeshauptstadt Kiel.  Auf dem insgesamt ca. 31 Hektar großen Gelände befinden sich heute verschiedene Sportstätten und Sportvereine. Die rasenbewachsene Sport- und Veranstaltungsfläche hat die Form eines gleichseitigen Dreiecks mit etwa 500 Meter Kantenlänge. Während der Kieler Woche findet hier die Balloon Sail  statt.

## Geschichte
Das Nordmark-Sportfeld entstand 1907 unter der Leitung von Ferdinand Hurtzig als Städtischer Sport- und Spielplatz. In der Anfangszeit nutzen viele Sportvereine aus Kiel den neu angelegten städtischen Sport- und Spielplatz, unter anderem auch Holstein Kiel bis zum Bau des Holstein-Stadions 1911. In der Folgezeit war er nicht nur Sportplatz, Pferderennbahn und Rennstrecke, sondern wurde von 1908 bis 1927 auch  vom Verein für Motorluftschiffahrt in der Nordmark (VML) als Flugplatz genutzt. Dieser errichtete 1910 auf dem Gelände eine Luftschiffhalle. Auf der kaiserlichen Werft befand sich damals eine Anlage zur Erzeugung von Wasserstoff. Die erste Flugschau im Deutschen Reich organisierte der Kieler Verkehrsverein am 28. Juni 1908 während der Kieler Woche auf dem Nordmarksportfeld. Der einzige Teilnehmer der Konkurrenz, der Däne Jakob Ellehammer, erhielt für einen Luftsprung von 47 Metern mit seinem Flugapparat den Preis von 5000 Goldmark.
In der Zeit des Nationalsozialismus war der Norder Aufmarschplatz für Veranstaltungen der NSDAP. Im Rahmen der Abschlusskundgebung der NSDAP zur Landtagswahl in Preußen im April 1932 kam Adolf Hitler nach Kiel und sprach auf dem Nordmarksportfeld im Rahmen einer kostenpflichtigen Veranstaltung zu 50.000 Menschen. Am 7. Mai 1933 hielt er nochmals eine Rede an gleicher Stelle.

## Luftschiffhalle
Die 1910 fertiggestellte Luftschiffhalle war eine 85 Meter lange Holzfachwerk-Konstruktion, errichtet von der Kieler Baufirma Johannes Buchard Wwe. für den Verein für Motorluftschiffahrt in der Nordmark. Sie wurde von Zeppelin- und Parseval-Luftschiffen genutzt, zunächst als Montagehangar für das Luftschiff „Suchard“.
Das Richtfest für die Halle wurde am 16. Juli 1910 gefeiert, die Einweihung und Taufe auf den Namen Nordmarkhalle am 24. September 1910. Die Baukosten betrugen 80.000 Mark. Im Frühjahr 1912 wurde die Halle auf 170 Meter verlängert und der Rauminhalt bei einer Grundfläche von 2975 m² auf 68.000 m³ erweitert. Die Halle wurde zwischen März und September 1917 abgerissen.

## Konzerte (Auswahl)
- 29. Juli 1992: Genesis, 60.000 Besucher[9]
- 4. August 1995: The Kelly Family, 50.000 Besucher
- 13. Juni 1997: Michael Jackson, 50.000 Besucher[10]
- 9. Juli 2016: Die Mega 90er Live (mit Fun Factory, Snap! und Layzee a.k.a. Mr. President)
- 26. August bis 28. August 2022: Funhouse Festival Kiel
- 25. August bis 27. August 2023: Funhouse Festival Kiel
- 23. August bis 25. August 2024: Funhouse Festival Kiel
- 14. Juni 2025: Sting, 20.000 Besucher (Schleswig-Holstein Musik Festival)
- 15. Juni 2025: Die Fantastischen Vier, 20.000 Besucher (Schleswig-Holstein Musik Festival)
- 10. August 2025: Paul Kalkbrenner
- 22. August bis 24. August 2025: Funhouse Festival Kiel

## Bilder

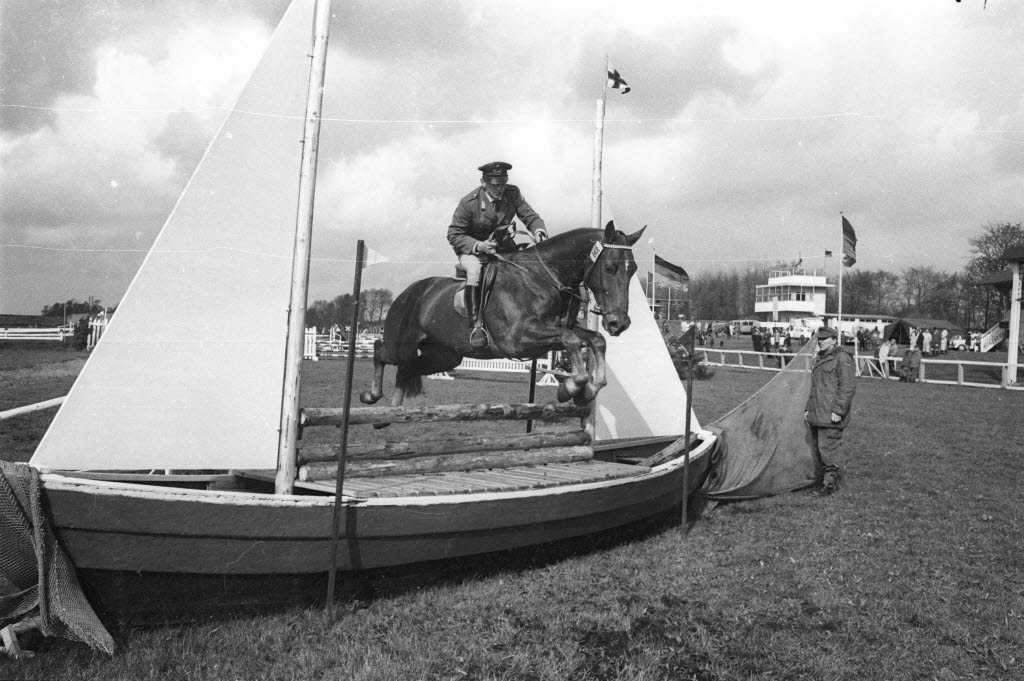
Kieler Pferdeleistungsschau 1964
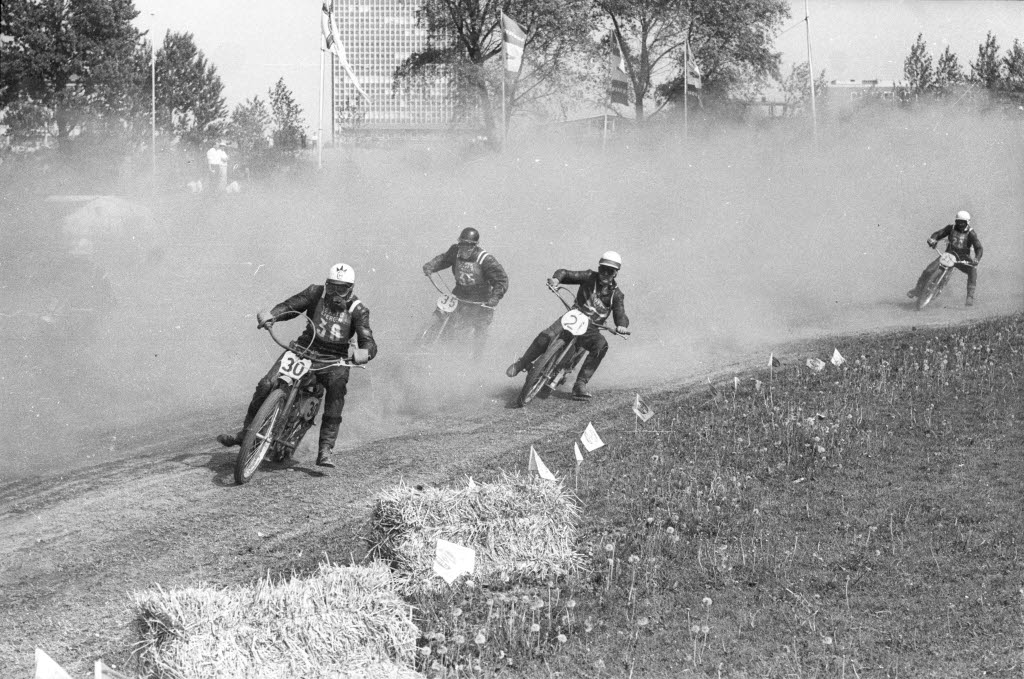
Kieler Nordmark-Kurs für Motorräder 1964
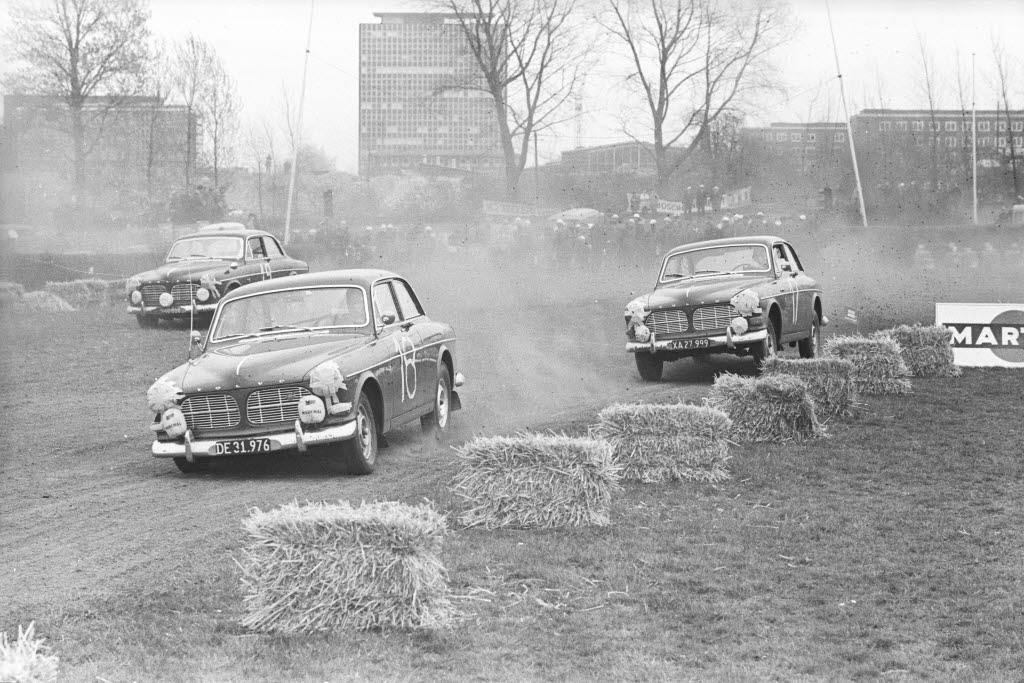
Kieler Nordmark-Kurs für Tourenwagen 1967
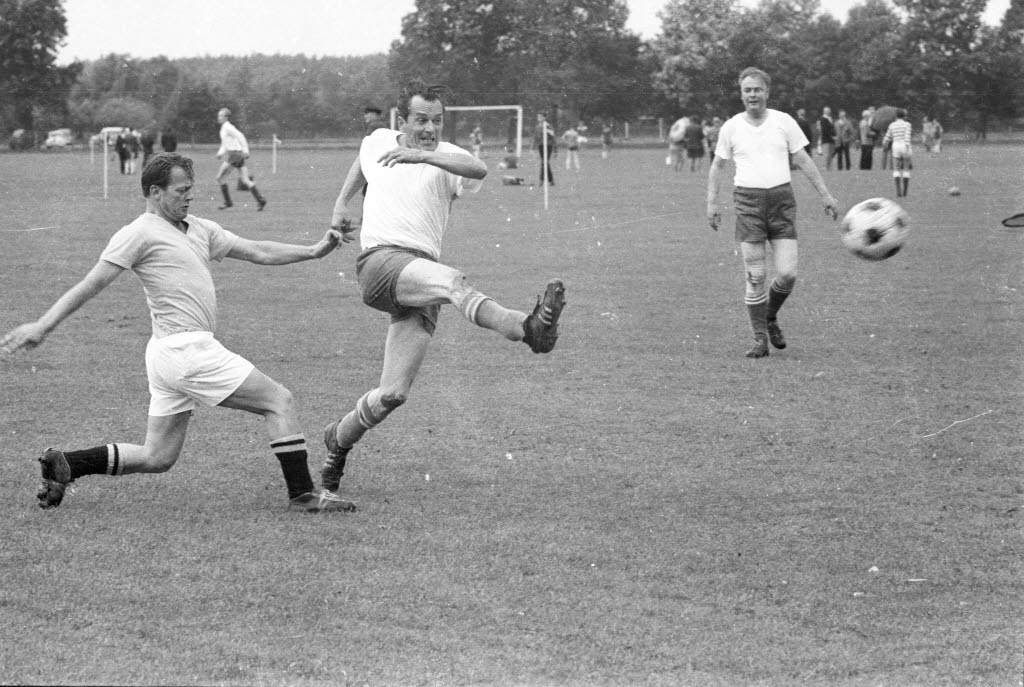
Fußballturnier für Altherrenmannschaften 1966
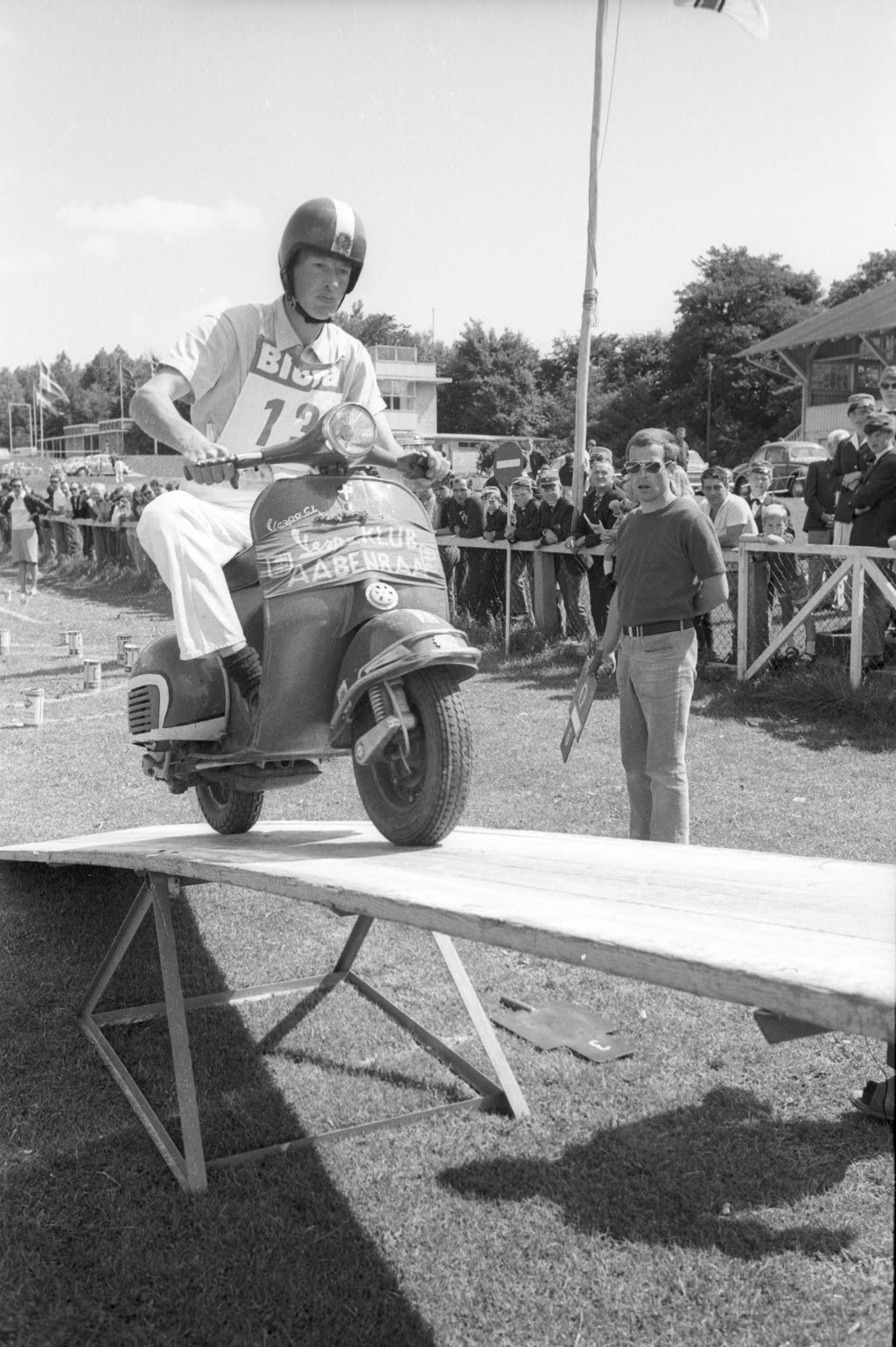
Vespa-Treffen auf dem Nordmarksportfeld 1968
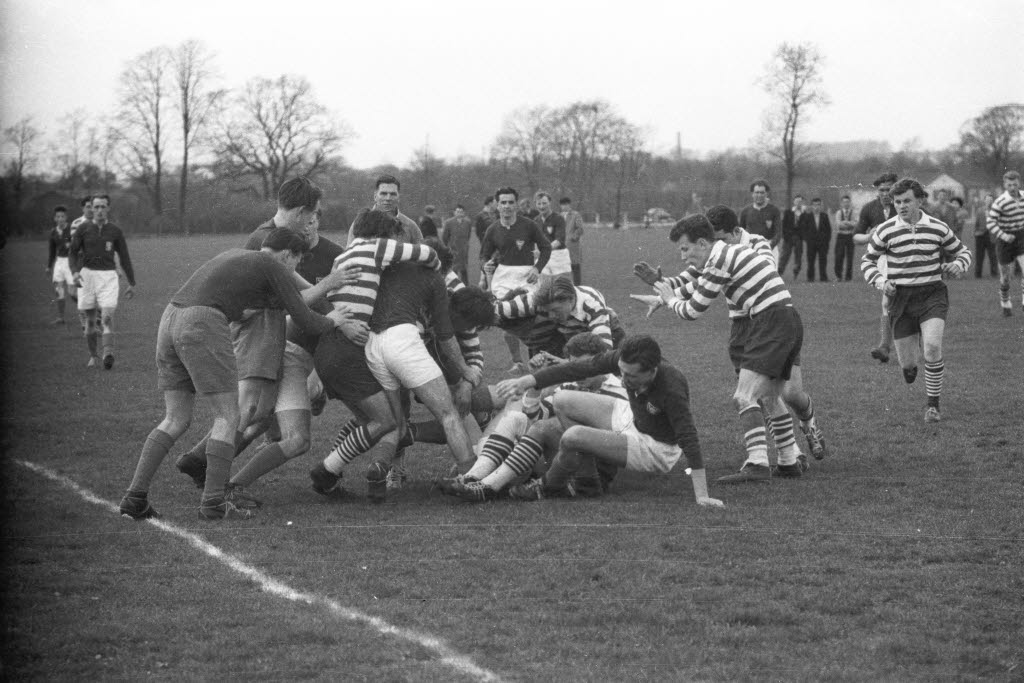
Rugbyspiel Stadtauswahl Ostberlin gegen Stadtauswahl Kiel 1957
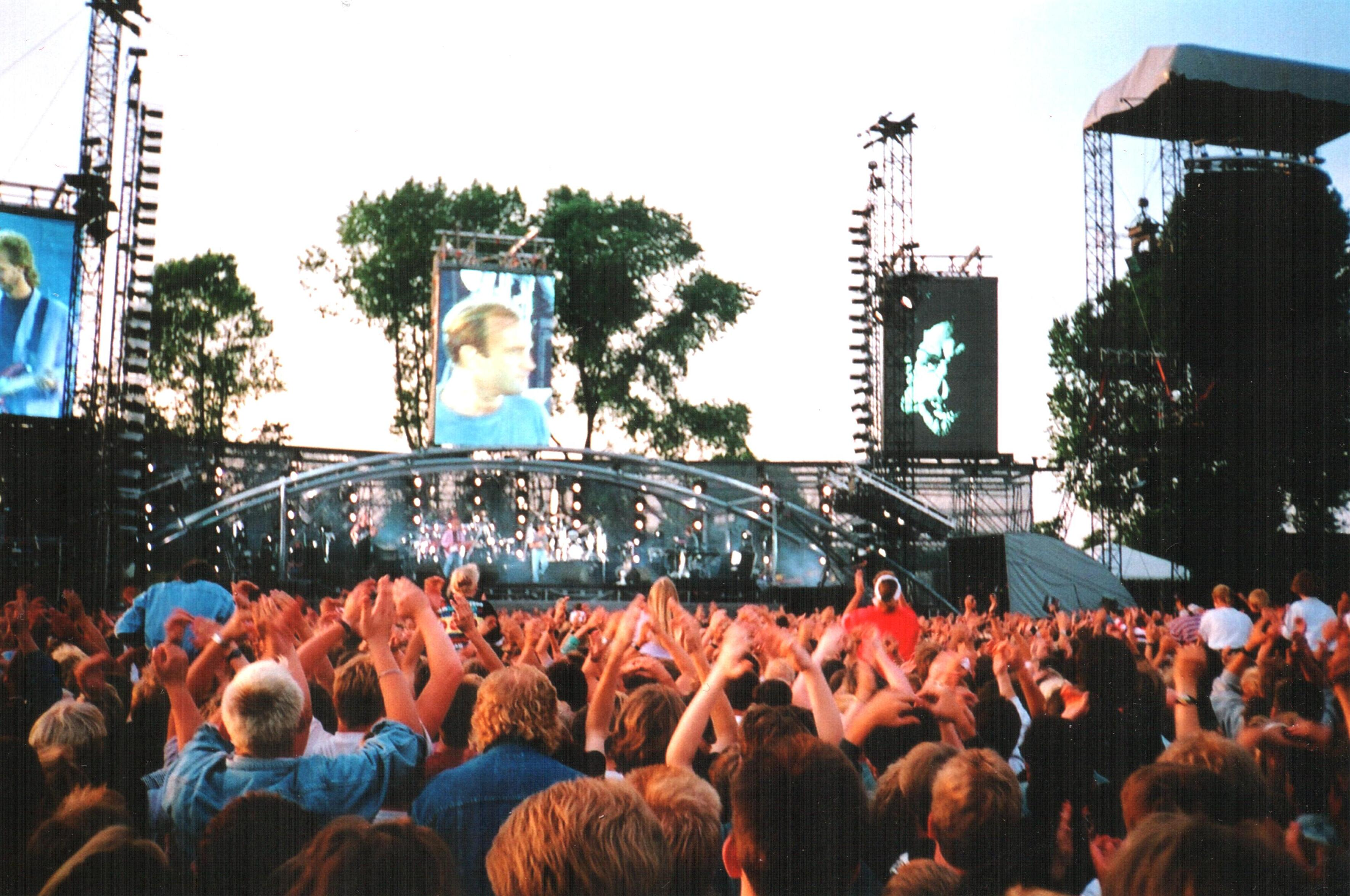
Genesis 1992 in Kiel auf den Nordmarksportfeld
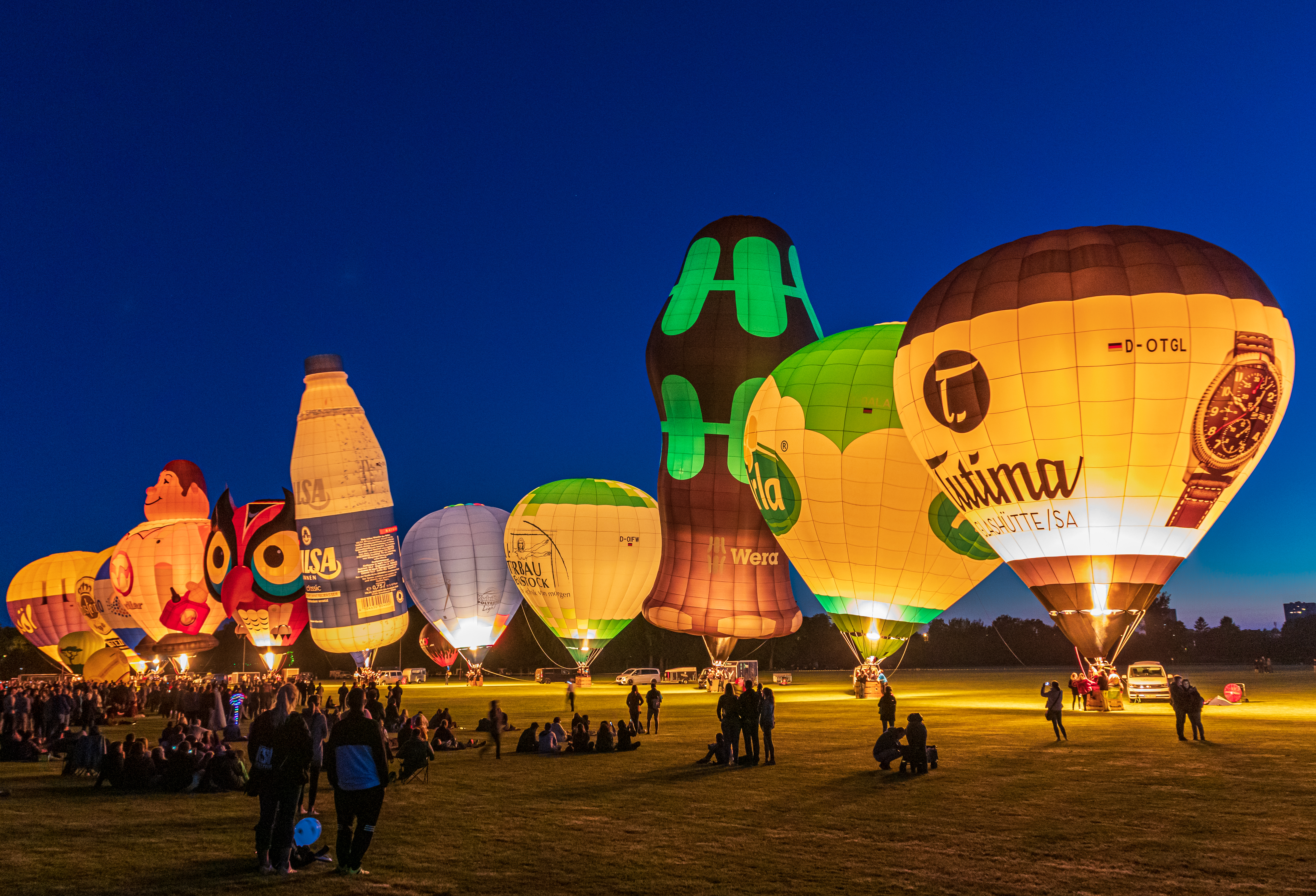
Balloon Sail 2019 während der Kieler Woche 2019